# Iváncsa
Iváncsa är en ort (by) i provinsen Fejér i centrala Ungern. Orten har 2 794 invånare (2024), på en yta av 25,17 km². Den ligger cirka 42 kilometer sydväst om centrala Budapest.